# 簡德倫
簡德倫（1945年10月8日—）是香港在1993年至1995年英國殖民統治下的財經事務司。
由於時任港督彭定康推動公務員本地化，簡德倫的職位被許仕仁取代。妻簡何巧雲。

## 簡歷
- 1972年7月：加入政務主任職系，出任助理社會事務司
- 1975年6月：擔任總督麥理浩的私人秘書
- 1977年2月：晉升為高級政務主任
- 1977年4月：在元朗擔任理民府
- 1979年4月：晉升為首長級丙級政務官
- 1979年6月：任首席助理保安司(R)
- 1980年2月：任工商署貿易處助理處長(商業關係 - 世界餘下地方)
- 1980年8月：任工商署貿易處助理處長(北美洲)
- 1982年6月：出任工商署貿易處副處長(多邊貿易及北美洲)
- 1982年8月：職位改稱為貿易署副署長(多邊貿易及北美洲)
- 1984年1月：在日內瓦擔任參贊1(香港事務)
- 1985年4月：晉升首長級乙級政務官
- 1986年4月：出任香港駐關稅及貿易總協定常設代表
- 1988年4月：任副工商司
- 1988年12月：晉升首長級乙一級政務官
- 1990年1月：出任社會福利署署長
- 1990年：關貿總協定進行烏拉圭回合談判，簡德倫協助主持會議最後一輪相討，並使會議最終就反傾銷、知識產權及政府採購等各個項目達成協議。
- 1991年1月：晉升首長級甲級政務官
- 1993年1月：擔任金融司
- 1993年4月：職位改稱為財經事務司
- 1996年離開香港公務員隊伍，並繼續為世界貿易組織服務

| 前任： --- | 財經事務司 1993年-1995年 | 財經事務司 1993年-1995年 | 繼任： 許仕仁 |